# Богданівська сільська рада (Тульчинський район)
| Богданівська сільська рада — колишній орган місцевого самоврядування у Тульчинському районі Вінницької області з адміністративним центром у с. Богданівка. Сільській раді були підпорядковані населені пункти: - с. Богданівка - с-ще Улянівка |

## Склад ради
Рада складалася з 16 депутатів та голови.

## Керівний склад сільської ради
| ПІБ                           | Основні відомості                                                         | Дата обрання | Дата звільнення |
| ----------------------------- | ------------------------------------------------------------------------- | ------------ | --------------- |
| Неборецький Василь Васильович | Сільський голова, 1970 року народження, освіта, безпартійний              | 26.03.2006   | 31.10.2010      |
| Неборецький Василь Васильович | Сільський голова, 1970 року народження, освіта вища, член Партії регіонів | 31.10.2010   |                 |

Примітка: таблиця складена за даними джерела